# Simbolar
Simbolar é uma comuna da província de Córdoba, na Argentina.